# Europa Raser
Europa Raser ist ein Rennspiel, das am 14. September 2001 durch Koch Media in Deutschland veröffentlicht wurde. Es ist ein Ableger der Rennspielserie Autobahn Raser.

## Handlung
Die Handlung besteht daraus, dass verschiedene Nationen mit einem Fahrer ein Rennen quer durch Europa veranstalten. Die Rennclubs heißen unter anderem
- Club USA
- Riders of the Rising Sun
- Club Moskov Masjina (benutzt die Flagge der Republika Srpska)
- Autobahn Raser Club
- London Racer Club
- Le bolide Club de France
- Motori d’Italia
- A2 Racer Club (benutzt die Flagge Luxemburgs)

## Strecken
Häufig finden die Rennen in Städten und auf Autobahnen statt, im Spielverlauf manchmal auch in Häfen und auf Landstraßen. Einige Strecken sind nahezu unverändert aus Autobahn Raser II und Autobahn Raser 3 übernommen worden,
so z. B. die Autobahnstrecke München – Wien. Andere Strecken kamen durch die anderen Ableger von Davilex ins Spiel, so z. B. die Landschaftsstrecken Frankreich oder Großbritannien.
Strecken:
- Amsterdam
- Athen
- Barcelona
- Berlin
- Florenz
- Hamburger Hafen
- London
- London Park
- Madrid
- Marseille
- Moskau
- Oxford
- Paris
- Rom
- Stockholm
- Wien
- Autobahn  Wien –  München
- Autobahn  Nizza –  Monaco
- Landschaftsstraße  Großbritannien
- Landschaftsstraße  Frankreich (Marseille-Lyon)

## Rezeption
PC Games bewertete das Spiel als unterdurchschnittlich im Vergleich mit Genrevertretern. Die Lenkung sei schwammig und schwer beherrschbar. Auch die Kollisionsabfrage sei mangelhaft und häufige Abstürze seien zu bemängeln.